# 阿槃提
阿槃提國（梵語：Avanti），又譯為阿般提、阿槃底、摩波槃提，釋迦牟尼時代印度十六大國之一，大致上位於印度摩腊婆地區，首度為鄔闍衍那城，佛經上指的優禪尼即使指此城。釋尊時代，它是極為強大的國家，與憍薩羅國、摩揭陀國和跋蹉國並為四強。
它是佛教的主要中心之一，有許多著名佛教僧侶皆出身此國，分別說部在這個地區形成。耆那教的始祖大雄也曾經在此國修行，因此成為耆那教聖地之一。

## 地理位置
阿槃提擁有兩個分國，在西北方以鄔闍衍那為首都，在南方以摩醯昔摩地為國都。